# Videsläktet

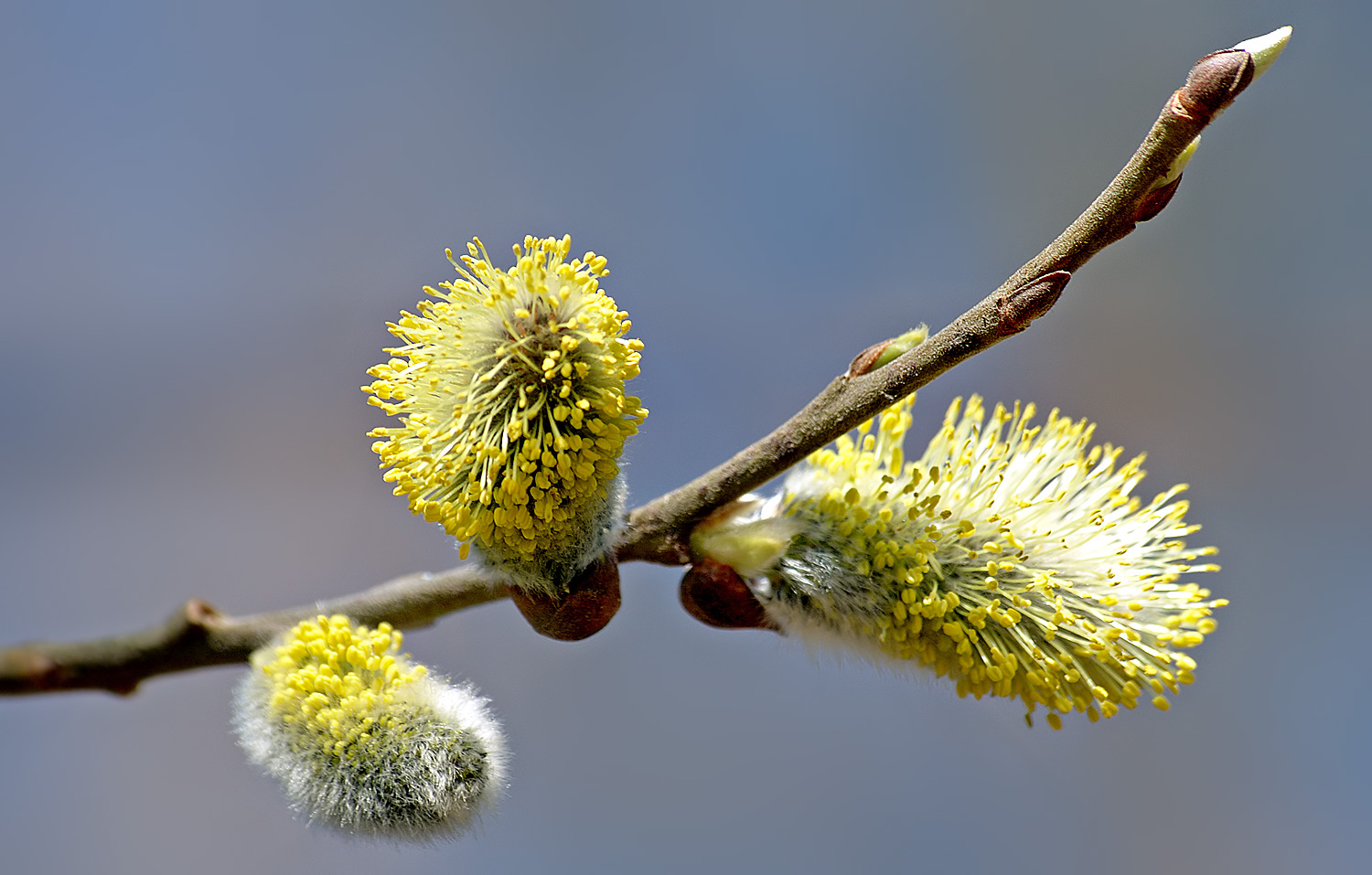
Vide

Videsläktet eller pilsläktet (Salix) är ett släkte i familjen videväxter, och växer som träd, buskar, sly eller örtlika dvärgbuskar. Träden i släktet kallas normalt pilträd, medan de mer buskliknande arterna oftast kallas vide. Annars brukar pilar kallas de arter som har blomning och lövsprickning samtidigt, medan arter som blommar på bar kvist kallas vide. Släktet har över 400 arter. Videns gråaktiga bark är slät eller skrovlig och med en ved som ofta har åsar under barken. Dess vinterknoppar har ett knoppfjäll och bladen är strödda, enkla och naggade eller fint sågad. Viden är tvåbyggare med blommor samlade i axlika hängen.
Fossil av videarter har påträffats tertiära skikt i Europa, Asien och i arktiska områden, och dessa äldre arter står ofta nära nu levande tropiska videarter med många ståndare. I äldre kvartära avlagringar börjar moderna nordligare varianter av vide dyka upp. I Italien har man funnit spår av sälg och i Europas pre- och postglaciala torvlager av flera idag alpina och arktiska arter som dvärgvide, nätvide och polarvide.

## Utbredning
Viden förekommer huvudsakligen i tempererade områden på Norra halvklotet. 2009 fanns, enligt Jordbruksverket  36 videarter i Sverige, de flesta i norr. De mest välkända arterna i Sverige är sälg (S. caprea), gråvide (S. cinerea) och knäckepil (S. fragilis).[källa behövs]
Viden är svåra att artbestämma när hybrider förekommer. Flera odlade arter har naturaliserats, exempelvis vitpil (S. alba), rödvide (S. purpurea) och korgvide (S. viminalis).
Lokalt har plantering av pilevallar varit vanligt förekommande, främst i Skåne där träden utgör ett kännetecken för landskapet. I Skåne finns bandpil, Salix amygdalina (bygdemål: grönpil ) och bandvide, Salix lanceolata.

## Hybrider
Det är vanligt med hybrider inom släktet. Dessa är ofta fertila och kan vålla svårigheter vid artbestämning. Ibland förekommer hybrider med både tre och fyra arter inblandade. Ungskott och sterila exemplar kan många gånger vara omöjliga att identifiera med säkerhet.

## Användning
Barken av särskilt jolster, knäckepil, vitpil och sälg har haft stor betydelse vid lädergarvning. För träarbeten har särskilt knäckepil och vitpil utnyttjas. Basten hos olika arter har använts för flätverk av olika slag, bland annat för tillverkning av mattor. För korgflätning har särskilt korgvide, vitpil, knäckepil, mandelpil, rödvide och daggvide brukats. Många tidigblommande arter, då särskilt videarter, har stor betydelse som bifoder.
Mandelpil, rödvide och korgvide planteras ofta längs stränder som skoning för att binda strandkanten.
Honblommans fröfjun är så yvigt att man kan göra ljusvekar därav. Detta är anledning till det dialektala namnet vekarepil.

## Medicin
Pilblad användes redan på 500-talet f.Kr. mot smärtor och feber. Felix Hoffmann, en tysk kemist upptäckte också denna egenskap på 1890-talet. Medicinen som utvecklades senare är nu känd under namnen aspirin, magnecyl eller acetylsalicylsyra (salix betyder "pil" på latin).
Idag används främst Salix purpurea vid framställning av pilträdsextrakt för dess höga halt av salicin och ingår i olika naturmedel. Användning avser främst medel mot gikt, led- och muskelinflammationer och värk, samt huvudvärk. Använd växtdel är stammens och grenarnas bark.

## Dottertaxa till videsläktet, i alfabetisk ordning[1]
- Salix abscondita
- Salix acmophylla
- Salix acuminatomicrophylla
- Salix acutifolia
- Salix aegyptiaca
- Salix aeruginosa
- Salix alatavica
- Salix alaxensis
- Salix alba
- Salix alexii-skvortzovii
- Salix alfredii
- Salix alopecuroides
- Salix alpina
- Salix ambigua
- Salix amoena
- Salix ampherista
- Salix amphibola
- Salix amplexicaulis
- Salix amygdaloides
- Salix anatolica
- Salix annulifera
- Salix antiatlantica
- Salix anticecrenata
- Salix apennina
- Salix apoda
- Salix appendiculata
- Salix araeostachya
- Salix arbuscula
- Salix arbusculoides
- Salix arctica
- Salix arctophila
- Salix ardana
- Salix arenaria
- Salix argentinensis
- Salix argusii
- Salix argyracea
- Salix argyrocarpa
- Salix argyrophegga
- Salix argyrotrichocarpa
- Salix arizonica
- Salix armeno-rossica
- Salix arrigonii
- Salix athabascensis
- Salix atopantha
- Salix atroelaeagnos
- Salix aurita
- Salix austrotibetica
- Salix babylonica
- Salix baileyi
- Salix baladehensis
- Salix balansae
- Salix balfouriana
- Salix ballii
- Salix bangongensis
- Salix barclayi
- Salix barrattiana
- Salix bebbiana
- Salix bebbii
- Salix beckeana
- Salix berberifolia
- Salix beschelii
- Salix bhutanensis
- Salix bicarpa
- Salix bicolor
- Salix bikouensis
- Salix biondiana
- Salix bistyla
- Salix blakii
- Salix blanda
- Salix blinii
- Salix boganidensis
- Salix bonplandiana
- Salix boothii
- Salix borealis
- Salix bornmuelleri
- Salix boseensis
- Salix bouffordii
- Salix brachista
- Salix brachycarpa
- Salix brachypurpurea
- Salix breweri
- Salix breviserrata
- Salix brutia
- Salix buergeriana
- Salix burqinensis
- Salix cacuminis
- Salix caesia
- Salix calcicola
- Salix calodendron
- Salix calostachya
- Salix calyculata
- Salix cana
- Salix canariensis
- Salix candida
- Salix cantabrica
- Salix canthiana
- Salix capitata
- Salix caprea
- Salix capreola
- Salix capusii
- Salix carmanica
- Salix caroliniana
- Salix cascadensis
- Salix caspica
- Salix cathayana
- Salix caucasica
- Salix cavaleriei
- Salix ceretana
- Salix chaenomeloides
- Salix chamissonis
- Salix characta
- Salix cheilophila
- Salix chekiangensis
- Salix chengfui
- Salix chevalieri
- Salix chienii
- Salix chikungensis
- Salix chingiana
- Salix chlorolepis
- Salix cinerea
- Salix clathrata
- Salix coerulescens
- Salix coggygria
- Salix columbiana
- Salix coluteoides
- Salix commutata
- Salix conifera
- Salix contortiapiculata
- Salix cordata
- Salix coriacea
- Salix crataegifolia
- Salix cremnophila
- Salix crenata
- Salix cryptodonta
- Salix cupularis
- Salix cyanolimnea
- Salix daguanensis
- Salix daliensis
- Salix daltoniana
- Salix dalungensis
- Salix daphnoides
- Salix darpirensis
- Salix dasyclados
- Salix delavayana
- Salix delnortensis
- Salix denticulata
- Salix dependens
- Salix dibapha
- Salix dichroa
- Salix dieckiana
- Salix discolor
- Salix disperma
- Salix dissa
- Salix divaricata
- Salix divergentistyla
- Salix doii
- Salix donggouxianica
- Salix doniana
- Salix driophila
- Salix drummondiana
- Salix dshugdshurica
- Salix dunnii
- Salix dutillyi
- Salix eastwoodiae
- Salix ehrhartiana
- Salix elaeagnos
- Salix elbursensis
- Salix elymaitica
- Salix endlichii
- Salix erdingeri
- Salix eriocarpa
- Salix eriocataphylloides
- Salix eriocephala
- Salix erioclada
- Salix eriostachya
- Salix ernestii
- Salix erythrocarpa
- Salix etosia
- Salix euerata
- Salix euxina
- Salix excelsa
- Salix exigua
- Salix exilifolia
- Salix famelica
- Salix fangiana
- Salix fargesii
- Salix farrae
- Salix faxonianoides
- Salix feddei
- Salix fedtschenkoi
- Salix fengiana
- Salix fimbriata
- Salix finnmarchica
- Salix firouzkuhensis
- Salix flabellaris
- Salix flabellinervis
- Salix floccosa
- Salix floderusii
- Salix floridana
- Salix flueggeana
- Salix foetida
- Salix forbyana
- Salix forrestii
- Salix fragilis
- Salix fraserii
- Salix friesiana
- Salix fruticosa
- Salix fulvopubescens
- Salix fursaevii
- Salix fuscescens
- Salix futura
- Salix gaspeensis
- Salix geyeriana
- Salix gilashanica
- Salix glabra
- Salix glareorum
- Salix glatfelteri
- Salix glauca
- Salix glaucosericea
- Salix gonggashanica
- Salix gooddingii
- Salix gordejevii
- Salix gracilior
- Salix gracilistyla
- Salix gracilistyliformis
- Salix grayi
- Salix guebriantiana
- Salix gussonei
- Salix gyamdaensis
- Salix gyirongensis
- Salix hainanica
- Salix hallaisanensis
- Salix haoana
- Salix hapala
- Salix harmsiana
- Salix hastata
- Salix hatusimai
- Salix hegetschweileri
- Salix heishuiensis
- Salix helix
- Salix helvetica
- Salix herbacea
- Salix heterochroma
- Salix heteromera
- Salix hexandra
- Salix hibernica
- Salix hidakamontana
- Salix hirticaulis
- Salix holosericea
- Salix hookeriana
- Salix hsinganica
- Salix hukaoana
- Salix humboldtiana
- Salix humilis
- Salix hupehensis
- Salix hylonoma
- Salix hypoleuca
- Salix ichnostachya
- Salix ikenoana
- Salix iliensis
- Salix inamoena
- Salix insignis
- Salix integra
- Salix interior
- Salix ionica
- Salix irrorata
- Salix isikawae
- Salix issatissensis
- Salix iwahisana
- Salix jaliscana
- Salix jamesensis
- Salix japopina
- Salix jejuna
- Salix jenisseensis
- Salix jepsonii
- Salix jessoensis
- Salix jinchuanica
- Salix jingdongensis
- Salix jishiensis
- Salix juparica
- Salix jurtzevii
- Salix kalarica
- Salix kamanica
- Salix kamtschatica
- Salix kangdingensis
- Salix kangensis
- Salix kansuensis
- Salix karelinii
- Salix kawamurana
- Salix kazbekensis
- Salix khokhriakovii
- Salix kichiana
- Salix kikodsei
- Salix kimurana
- Salix kinuyanagi
- Salix kirilowiana
- Salix kochiana
- Salix koeieana
- Salix koidzumii
- Salix koiei
- Salix kongbanica
- Salix koreensis
- Salix koriyanagi
- Salix kouytchensis
- Salix krylovii
- Salix kudoi
- Salix kungmuensis
- Salix kusanoi
- Salix kusnetzowii
- Salix lacus-tari
- Salix laevigata
- Salix laggeri
- Salix lamashanensis
- Salix lanata
- Salix lanifera
- Salix lapponum
- Salix lasiolepis
- Salix latifolia
- Salix laurentiana
- Salix ledebouriana
- Salix ledermannii
- Salix legionensis
- Salix lemmonii
- Salix leucopithecia
- Salix leveilleana
- Salix ligulifolia
- Salix limnogena
- Salix limprichtii
- Salix lindleyana
- Salix linearistipularis
- Salix liouana
- Salix livescens
- Salix lochsiensis
- Salix longiflora
- Salix longissima
- Salix longissimipedicellaris
- Salix longistamina
- Salix lucida
- Salix luctuosa
- Salix ludingensis
- Salix ludlowiana
- Salix lutea
- Salix luzhongensis
- Salix lyonensis
- Salix maccalliana
- Salix macilenta
- Salix macroblasta
- Salix macrophylla
- Salix madagascariensis
- Salix maerkangensis
- Salix magnifica
- Salix maizhokunggarensis
- Salix matsudana
- Salix mazzettiana
- Salix medogensis
- Salix meikleana
- Salix melanopsis
- Salix mesnyi
- Salix metaglauca
- Salix mexicana
- Salix michelsonii
- Salix microphyta
- Salix microstachya
- Salix mictotricha
- Salix mielichhoferi
- Salix minjiangensis
- Salix miyabeana
- Salix moczalovae
- Salix mollissima
- Salix mongolica
- Salix monochroma
- Salix monticola
- Salix morrisonicola
- Salix moupinensis
- Salix mucronata
- Salix muliensis
- Salix multinervis
- Salix myricoides
- Salix myrsinifolia
- Salix myrsinites
- Salix myrtillacea
- Salix myrtillifolia
- Salix myrtilloides
- Salix myrtoides
- Salix nakamurana
- Salix nana
- Salix nankingensis
- Salix nasarovii
- Salix nasuensis
- Salix neoamnematchinensis
- Salix neolapponum
- Salix neolasiogyne
- Salix neowilsonii
- Salix nepalensis
- Salix nigra
- Salix niphoclada
- Salix nivalis
- Salix nujiangensis
- Salix nummularia
- Salix nuristanica
- Salix obscura
- Salix obtusata
- Salix occidentalisinensis
- Salix ochetophylla
- Salix ohsidare
- Salix okamotoana
- Salix olaensis
- Salix olgae
- Salix omeiensis
- Salix opsimantha
- Salix oreinoma
- Salix oreophila
- Salix orestera
- Salix oritrepha
- Salix oropotamica
- Salix ovalifolia
- Salix ovatomicrophylla
- Salix paludicola
- Salix pantosericea
- Salix paraflabellaris
- Salix paraheterochroma
- Salix parallelinervis
- Salix paraphylicifolia
- Salix paraplesia
- Salix paratetradenia
- Salix parvidenticulata
- Salix pattersonii
- Salix patula
- Salix pauciflora
- Salix peasei
- Salix pedicellaris
- Salix pedionoma
- Salix pedunculata
- Salix pella
- Salix pellita
- Salix pendulina
- Salix pentandra
- Salix pentandrifolia
- Salix pentandroides
- Salix permixta
- Salix permollis
- Salix perrieri
- Salix petiolaris
- Salix petrophila
- Salix phaidima
- Salix phanera
- Salix phlebophylla
- Salix phylicifolia
- Salix pierotii
- Salix pilosomicrophylla
- Salix pingliensis
- Salix piptotricha
- Salix planifolia
- Salix plectilis
- Salix plocotricha
- Salix pogonandra
- Salix polaris
- Salix polyclona
- Salix pontederana
- Salix pormensis
- Salix praegravis
- Salix praticola
- Salix princeps-ourayi
- Salix pringlei
- Salix prolixa
- Salix psammophila
- Salix pseudocalyculata
- Salix pseudodepressa
- Salix pseudoelaeagnos
- Salix pseudogilgiana
- Salix pseudolasiogyne
- Salix pseudomedemii
- Salix pseudomonticola
- Salix pseudomyrsinites
- Salix pseudopaludicola
- Salix pseudopentandra
- Salix pseudopermollis
- Salix pseudosalvifolia
- Salix pseudospissa
- Salix pseudotangii
- Salix pseudowallichiana
- Salix pseudowolohoensis
- Salix psilostigma
- Salix pulchra
- Salix purpurea
- Salix pycnostachya
- Salix pyrenaica
- Salix pyrifolia
- Salix pyrolifolia
- Salix qamdoensis
- Salix qinghaiensis
- Salix qinlingica
- Salix raddeana
- Salix radinostachya
- Salix raupii
- Salix rectijulis
- Salix rectispica
- Salix recurvigemmata
- Salix refraga
- Salix rehderiana
- Salix reichartii
- Salix reinii
- Salix repens
- Salix reptans
- Salix resecta
- Salix resectoides
- Salix reticulata
- Salix retusa
- Salix reuteri
- Salix rhamnifolia
- Salix rhododendrifolia
- Salix richardsonii
- Salix rijosa
- Salix riskindii
- Salix rizeensis
- Salix rockii
- Salix rorida
- Salix rosmarinifolia
- Salix rosthornii
- Salix rotundifolia
- Salix rowleei
- Salix rubella
- Salix rubens
- Salix rugulosa
- Salix rupifraga
- Salix sachalinensis
- Salix sajanensis
- Salix salvifolia
- Salix salwinensis
- Salix saposhnikovii
- Salix saxatilis
- Salix schaburovii
- Salix schaffnerii
- Salix schmidtiana
- Salix schneideri
- Salix schugnanica
- Salix schwerinii
- Salix sclerophylla
- Salix sclerophylloides
- Salix scouleriana
- Salix scrobigera
- Salix sepulchralis
- Salix sericans
- Salix sericea
- Salix sericocarpa
- Salix serissima
- Salix serpyllifolia
- Salix serpyllum
- Salix sessilifolia
- Salix setchelliana
- Salix shandanensis
- Salix shihtsuanensis
- Salix shiraii
- Salix sichotensis
- Salix sieboldiana
- Salix sigemitui
- Salix sikkimensis
- Salix silesiaca
- Salix silicicola
- Salix simulans
- Salix sinica
- Salix sinopurpurea
- Salix sirakawensis
- Salix sitchensis
- Salix siuzevii
- Salix skvortzovii
- Salix smithiana
- Salix solheimii
- Salix songarica
- Salix souliei
- Salix spathulifolia
- Salix sphaeronymphe
- Salix sphaeronymphoides
- Salix sphenophylla
- Salix spodiophylla
- Salix staintoniana
- Salix starkeana
- Salix stenoclados
- Salix stipularis
- Salix stolonifera
- Salix stomatophora
- Salix subfragilis
- Salix subopposita
- Salix subsericea
- Salix sugayana
- Salix sumatrana
- Salix sungkianica
- Salix tagawana
- Salix taipaiensis
- Salix taishanensis
- Salix taiwanalpina
- Salix tangii
- Salix taoensis
- Salix taquetii
- Salix taraikensis
- Salix tarbagataica
- Salix tarraconensis
- Salix taxifolia
- Salix tenella
- Salix tengchongensis
- Salix tenuijulis
- Salix tetrasperma
- Salix thaumasta
- Salix thomsoniana
- Salix thorelii
- Salix tianschanica
- Salix tinctoria
- Salix tonkinensis
- Salix torulosa
- Salix trabzonica
- Salix tracyi
- Salix triandra
- Salix turanica
- Salix turczaninowii
- Salix turnorii
- Salix turumatii
- Salix tweedyi
- Salix tyrrellii
- Salix tyrrhenica
- Salix udensis
- Salix undulata
- Salix uralicola
- Salix uva-ursi
- Salix waghornei
- Salix waldsteiniana
- Salix wangiana
- Salix warburgii
- Salix variegata
- Salix vaudensis
- Salix weixiensis
- Salix velchevii
- Salix wendtii
- Salix vestita
- Salix wiegandii
- Salix wilhelmsiana
- Salix wilsonii
- Salix viminalis
- Salix wimmeriana
- Salix vinogradovii
- Salix viridifolia
- Salix viridiformis
- Salix wolfii
- Salix wolohoensis
- Salix vorobievii
- Salix woroschilovii
- Salix wuiana
- Salix vulcani
- Salix vulpina
- Salix wuxuhaiensis
- Salix xanthicola
- Salix xerophila
- Salix xiaoguangshanica
- Salix xizangensis
- Salix yadongensis
- Salix yanbianica
- Salix yoitiana
- Salix yoshinoi
- Salix yuhkii
- Salix yuhuangshanensis
- Salix yumenensis
- Salix zangica
- Salix zayulica
- Salix zhataica
- Salix zhegushanica

## Bilder

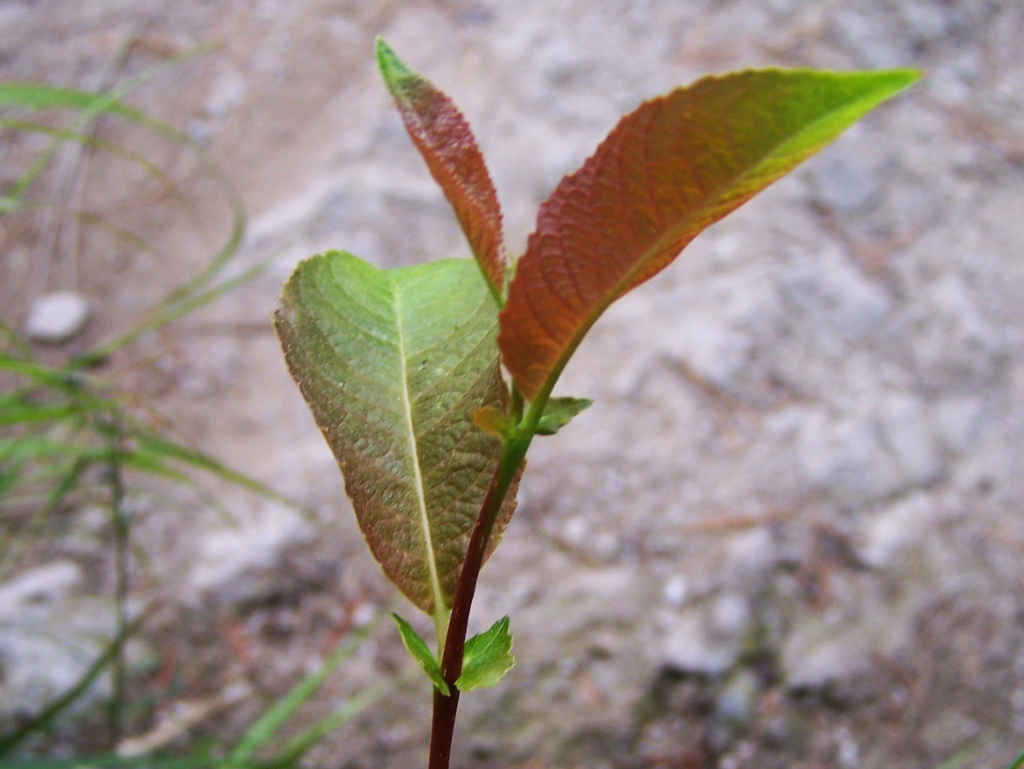
Blad av Salix silesiaca
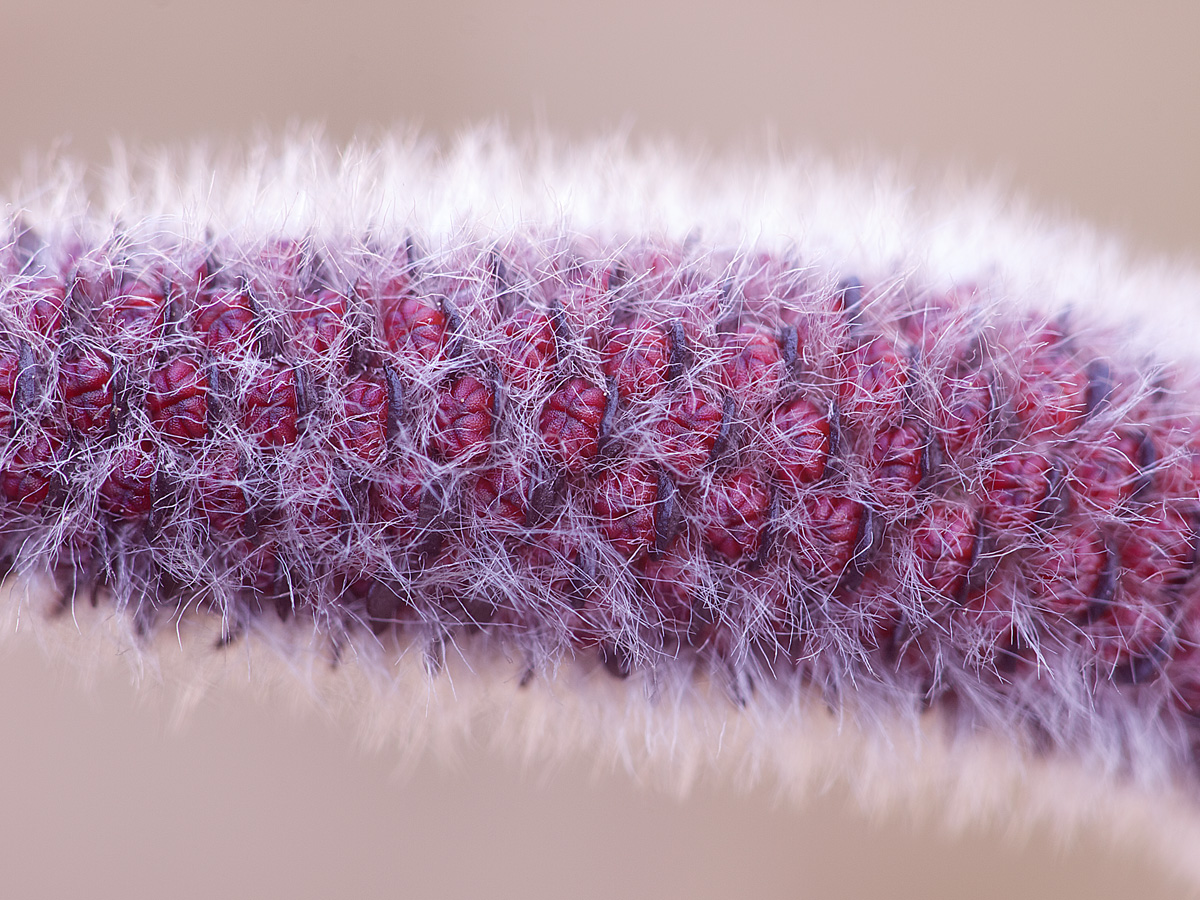
Hanhänge
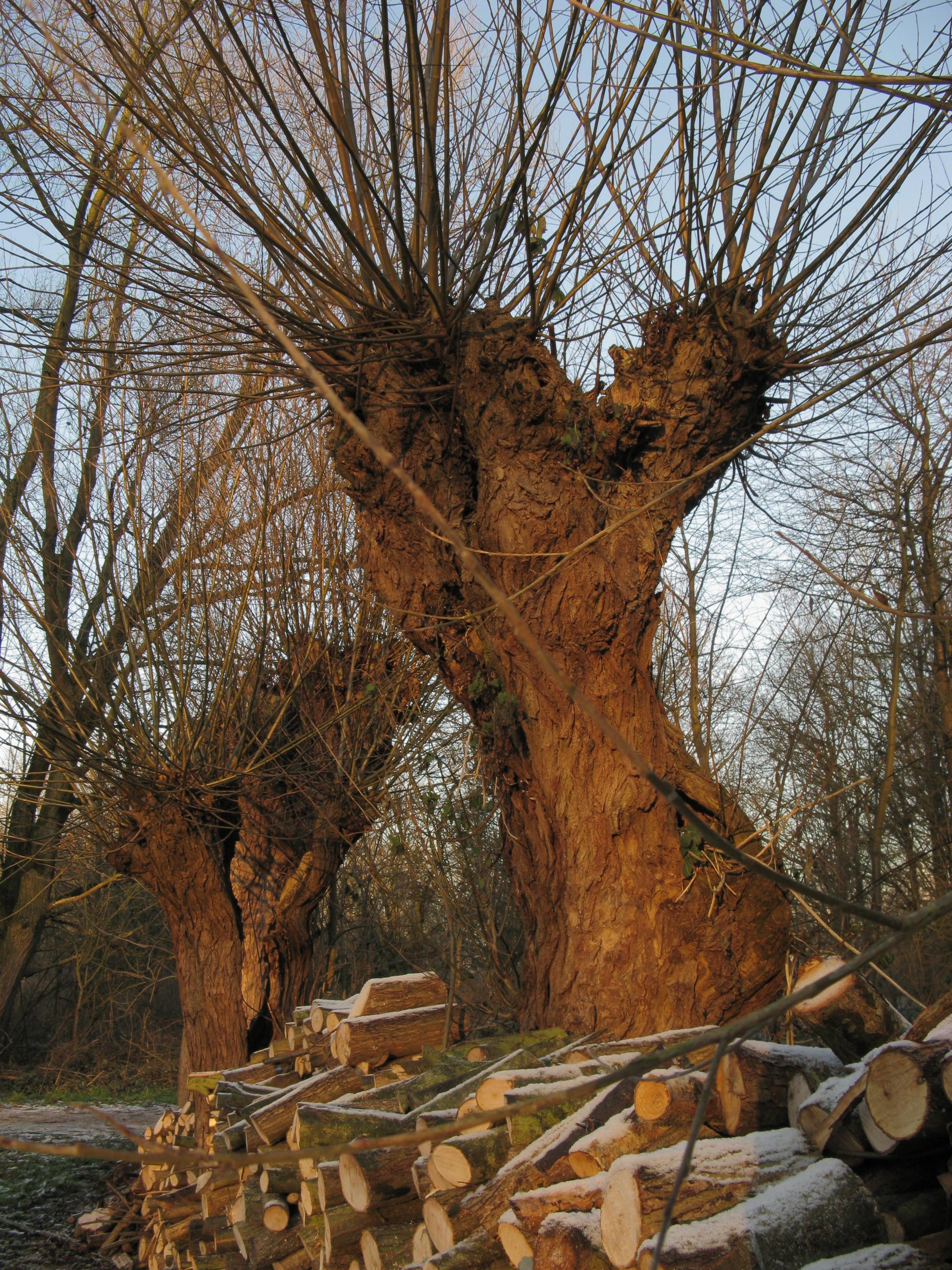
Hamlad pil används som alléträd.
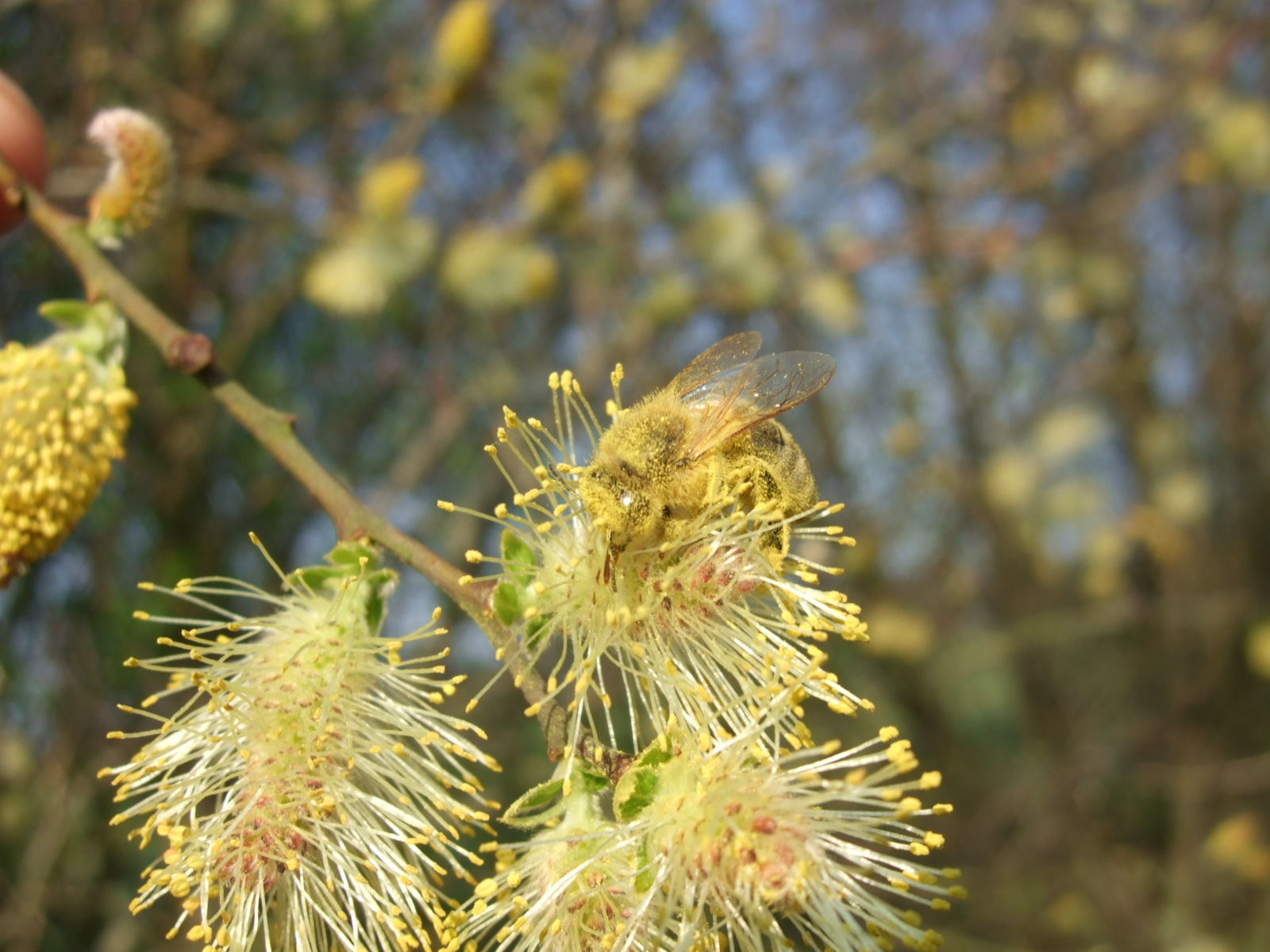
Salix cinerea med välmaskerat honungsbi (Apis mellifera)
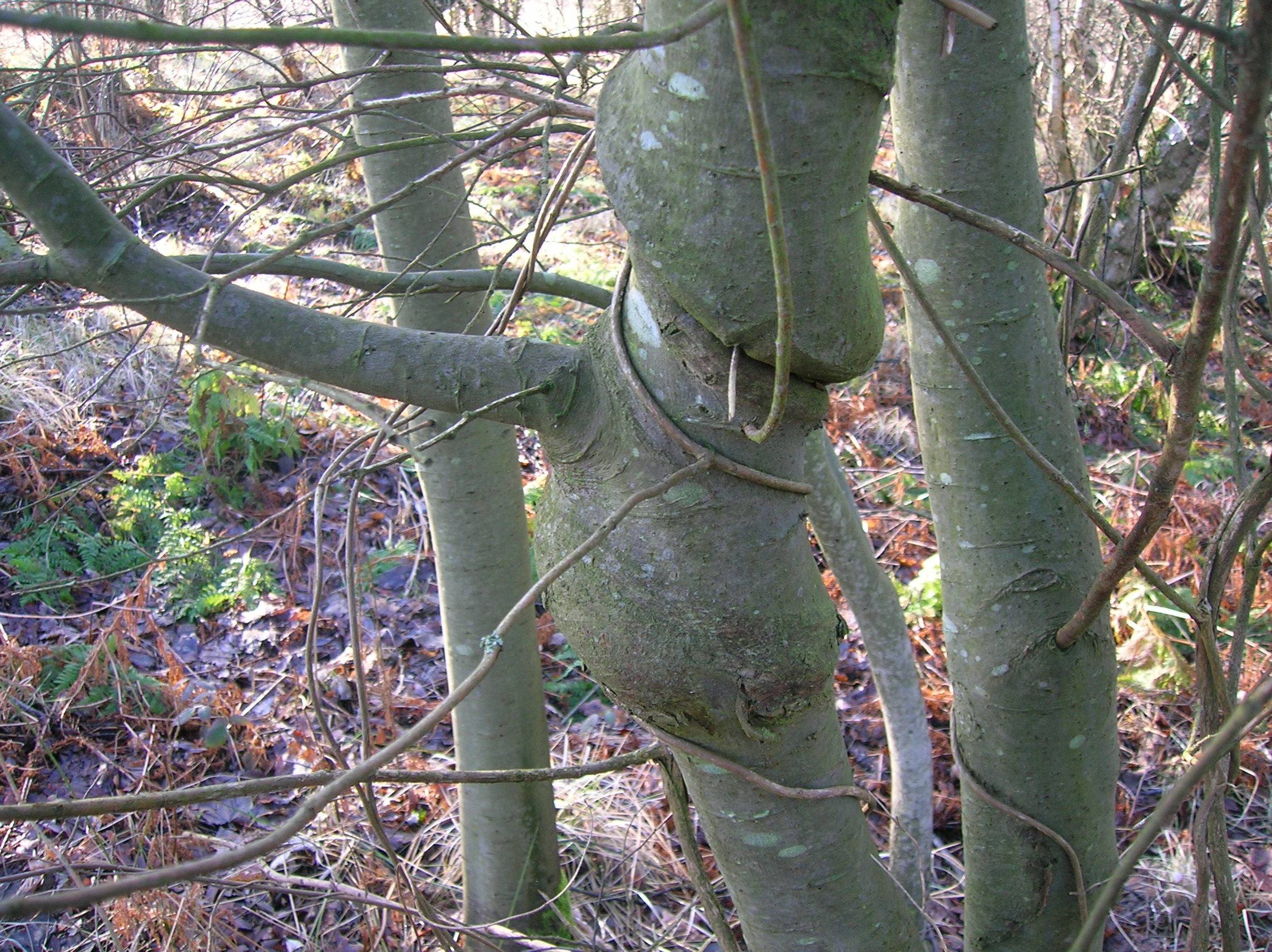
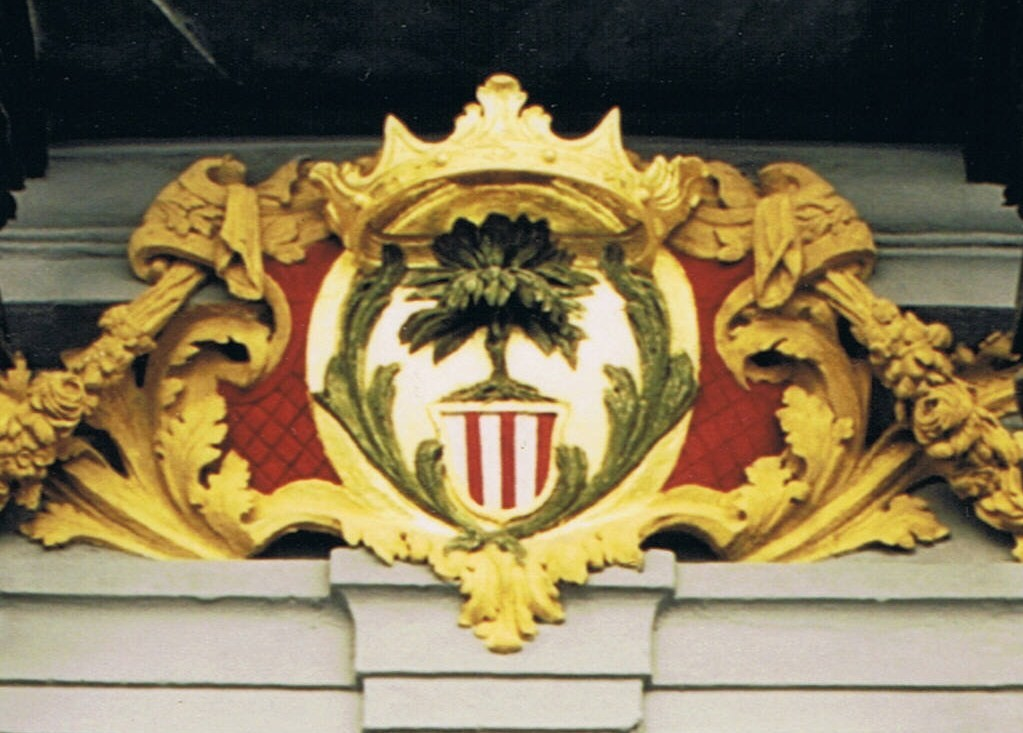
Salix escrutcheon i vapensköld för Peter von Salis-Soglio